# Skalní hrobky ve starověkém Izraeli

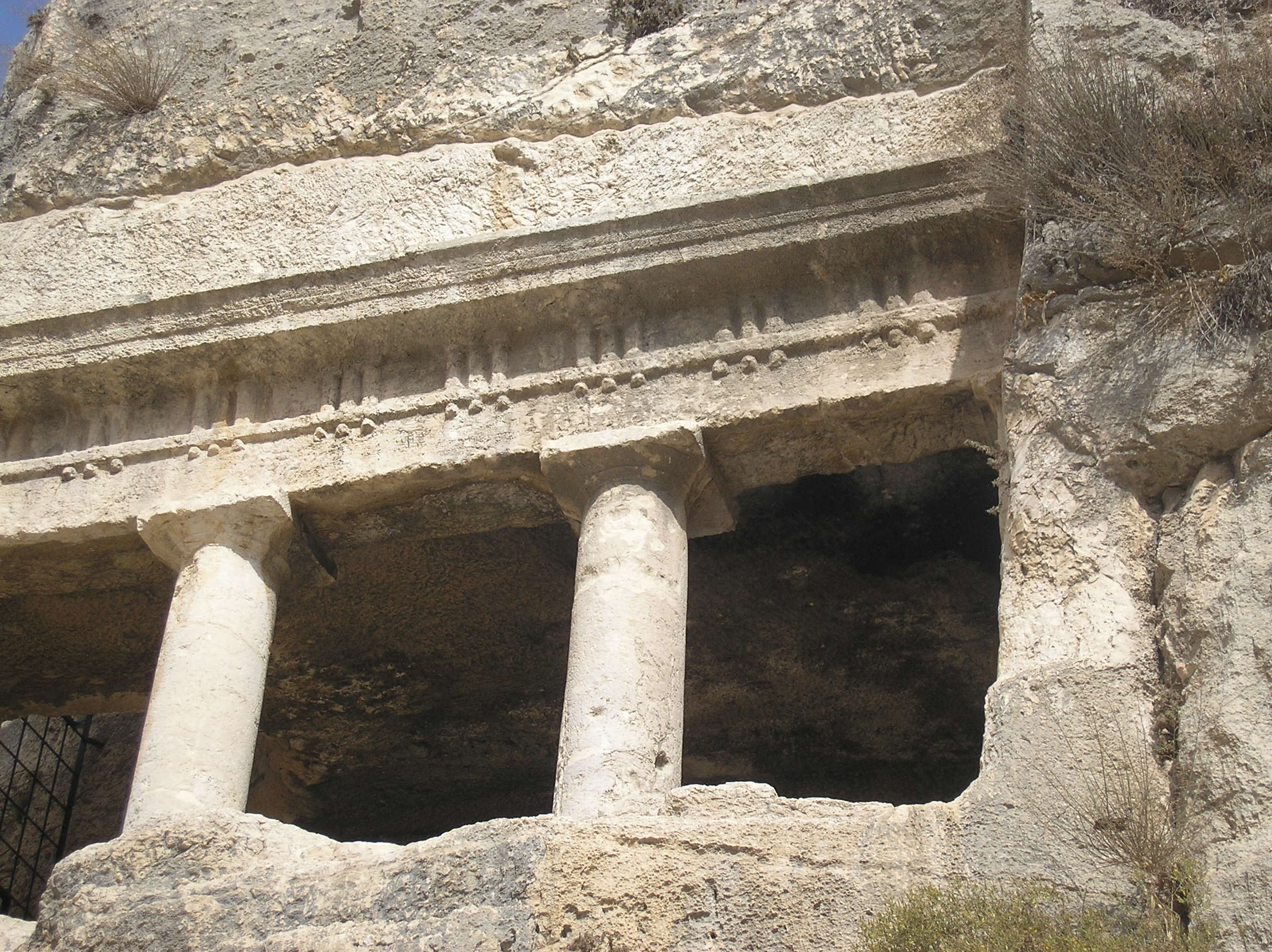
Hrobka v údolí Kidron

Skalní hrobky ve starověkém Izraeli představují významný archeologický a kulturní prvek židovské pohřební tradice od období Prvního chrámu až po pozdně římské a byzantské období. Jejich vývoj odráží proměny náboženských představ, sociální struktury a uměleckých vlivů – od jednoduchých pohřebních jam po propracované hrobky s bohatě zdobenými fasádami. Nejvýrazněji se tyto hrobky objevují v Jeruzalémě a jeho okolí, ale jejich vliv se rozšířil i do Samaří, Hebronských hor a Galileje, kde je místní elity přizpůsobovaly svým potřebám i kulturním kontextům.

## V hebrejské bibli
Ve Starém zákoně je zmíněno několik skalních hrobek. Pravděpodobně první z nich, zvanou jeskyně Machpela, podle knihy Genesis zakoupil Abrahám pro svou ženu Sáru od Cheteje Efróna. Podle tradice šlo buď o přirozenou jeskyni, nebo o hrobku vytesanou do skály; ztotožňuje se s dnešní Jeskyní patriarchů v Hebronu. Podle starobylých tradic byli na tomto místě pohřbeni také Abrahám, Izák a Rebeka, Jákob a Lea. Tuto tradici potvrzuje i Nový zákon.
Skalní hrobky jsou zmiňovány také v Knize soudců, ve Druhé knize Samuelově a ve Druhé knize královské.

## Období Prvního chrámu
Skalní hrobky z pozdního období Prvního chrámu byly objeveny na několika místech v Jeruzalémě, hlavním městě Judského království. Patří mezi ně nekropole v Silwánu, Ketef Hinnom, Zahradní hrob a St. Étienne.
Nekropole v Silwánu, nejvýznamnější pohřebiště období Prvního chrámu, se nachází v údolí Kidron naproti Městu Davidovu, v dolní části hřebene, kde dnes stojí vesnice Silwán. Předpokládá se, že byla využívána nejvýše postavenými úředníky sídlícími v Jeruzalémě; hrobky byly vytesány mezi 9. a 7. stoletím př. n. l. Archeolog David Usiškin uvedl, že architektura těchto hrobek i způsob pohřbívání se liší od čehokoli, co je známé z tehdejší Palestiny. Prvky jako vstupy vysoko nad povrchem, sedlové stropy, rovné stropy s římsou, žlábkovité pohřební lavice s vyvýšenou opěrkou, nadzemní hrobky a hebrejské nápisy vytesané do fasády se podle něho objevují výhradně zde. Kamené lavice, na nichž byla těla ukládána, a malá čtvercová vstupní dvířka jsou však podobné těm, které jsou známé z jiných částí Judy. Usiškin se domnívá, že architektonická podobnost se stavebními styly fénických měst potvrzuje biblické zprávy o fénickém vlivu na izraelská království. V silwánské nekropoli se nachází tři různé typy hrobek, přičemž každý typ je soustředěn v odlišném sektoru. Sedm hrobek má sedlové stropy a mimořádně jemně opracovaný kámen. Na rozdíl od rozsáhlých rodinných hrobek z pozdějších dob byly tyto určeny pro jednoho či dva zemřelé; pouze jediná z nich měla prostor pro tři těla. Původní vstupy byly později zničeny.

## Období Druhého chrámu

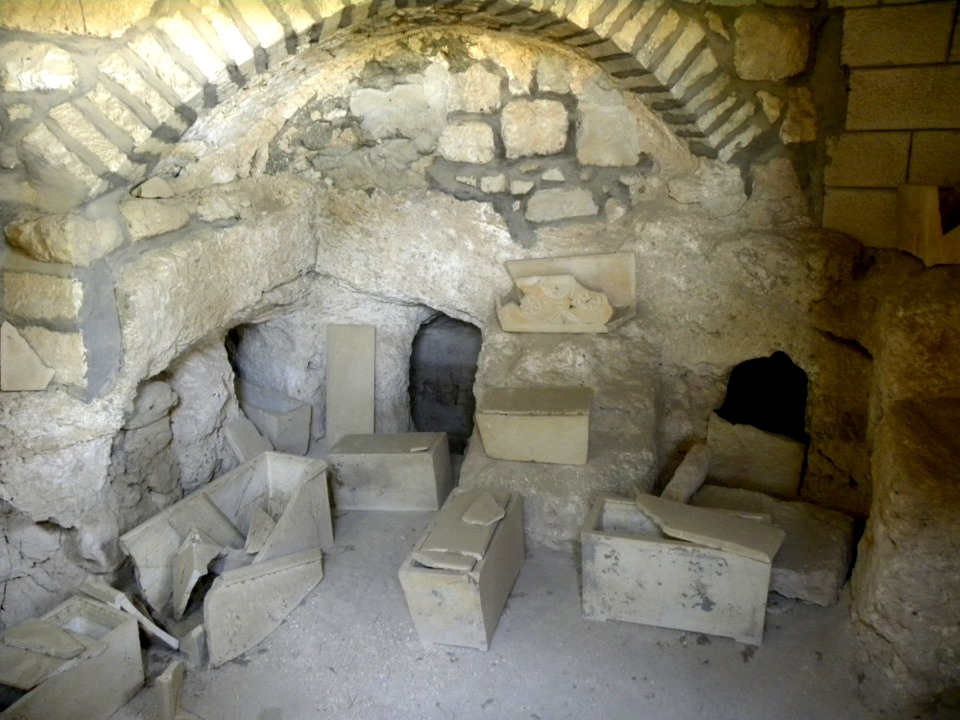
Hrobka z období druhého chrámu s několika výklenky (kochim) a rozbitými ossuárii

Skalní hrobky se v Judsku nepoužívaly od doby Prvního chrámu; znovu se objevily během hasmonejské éry v období Druhého chrámu, avšak jejich užívání bylo vyhrazeno pouze elitním vrstvám obyvatelstva. Na počátku hasmonejského období, pod vlivem helénistických pohřebních zvyků, byli příslušníci elity pohřbíváni v dřevěných rakvích uložených ve výklencích zvaných latinsky loculi a hebrejsky kochim (j.č. koch). Později, zejména v oblasti Jeruzaléma, docházelo k primárnímu pohřbívání buď právě do kochim, nebo do klenutých výklenků označovaných latinsky jako arcosolia. Typická hrobka se byla vytesána do svahu a tvořila ji čtvercová komora, vchod hrobky byl malý čtvercový otvor, a výška komory obvykle nedosahovala výšky postavy, proto se často vyhloubila čtvercová jáma do podlahy komory. Tato jáma vytvářela lavici na třech stranách komory, na níž mohlo být tělo zesnulého připraveno. Po vyhloubení komory a jámy byly vysekány kochim v úrovni vrchní plochy lavic a kolmo ke stěně hrobky, a to proti směru hodinových ručiček, zprava doleva, do všech stěn kromě vstupní, obvykle tři do jedné stěny. Elitní pohřby probíhaly ve dvou fázích, přičemž v primární fázi byl zesnulý uložen do koch a poté byl čtvercový vchod do hrobky uzavřen kamennou deskou. Kámen byl utěsněn menšími kameny a omítkou, a celá hrobka byla upravena tak, aby splývala s okolním svahem. Po uplynutí jednoho roku, kdy měkké tkáně zetlely, byl proveden sekundární pohřeb, kdy byly kosti zesnulého sesbírány a uloženy na specifická místa v hrobce – proces známý jako ossilegium. Kolem let 20–15 př. n. l. začaly judské elity používat vápencové ossuárium, které mohlo být po uložení kostí umístěno do koch nebo položeno na lavici či na podlahu pohřební komory – tento zvyk přetrval v oblasti Jeruzaléma až do doby krátce po roce 70 n. l.
Tento způsob pohřbívání přestal být používán po zničení Druhého chrámu roku 70 n. l. Jedním z nejpozdějších případů jsou ruiny Bejt Še'arim (v arabštině Šajch Abrech) v Galileji, které uchovávají rozsáhlou nekropoli s katakombami a velkým množství skalních hrobek z pozdního 2. až 6. století n. l.
Naproti tomu běžný způsob pohřbívání v raně římském období (přibližně 63 př. n. l. – 70 n. l.), používaný neelitními vrstvami, spočíval v ukládání těl do příkopových hrobů. I tyto jednoduché hroby byly velmi rozmanité – obsahovaly jedno nebo dvě těla, primárně i sekundárně pohřbená, a znám je i případ pohřbu kojence v keramické nádobě. Pokud byl takový jednoduchý hrob vysekán do skály, archeologové hovoří o tzv. cistové hrobce.

### Jeruzalém
V období Druhého chrámu byl Jeruzalém obklopen pásmem skalních hrobek, které byly budovány mimo hradby města ve všech směrech, přičemž největší koncentrace se nacházela severně a jižně od města. Hrobky se rozprostírají až do vzdálenosti 7 kilometrů od městských hradeb, přičemž nejhonosnější z nich se nacházejí v jejich bezprostřední blízkosti. Tato nekropole byla založena v helénistickém období a výrazně se rozšířila v období Heroda Velikého. Hroby chudých obyvatel, které pravděpodobně tvořily jednoduché jámy vykopané v zemi, se nezachovaly, zatímco zhruba 800 dosud dochovaných hrobek náleželo aristokratickým a středním vrstvám obyvatel.
V areálu Chrámu Božího hrobu se dochovalo nejméně sedm hrobek z období Druhého chrámu, včetně té, kterou křesťanská tradice ztotožňuje s hrobem Ježíše Krista, a relativně dobře zachované hrobky typu kochim, otevírající se ze západní apsidy konstantinovské rotundy.

### Samaří a Hebronské pohoří
Malé skalní hrobky s výzdobou podobnou jeruzalémským hrobkám z pozdního období Druhého chrámu byly objeveny na několika místech v západním Samaří, včetně lokací Chirbet Kurkuš, Deir ed-Darb a Mokata 'Abúd, a v západním Hebronském pohoří, například v Chirbet as-Simíja, Rudžm al-Fihdža a Chirbet al-Džúf. Velká podobnost těchto hrobek s těmi jeruzalémskými, spolu s absencí místních helénistických předloh, vedla badatele k závěru, že zdobené hrobky v západním Samaří a Hebronském pohoří nevznikly jako výsledek místního vývoje pohřebních zvyklostí, nýbrž jako záměrné napodobení jeruzalémských hrobek na výslovné přání místních zámožných rodin. Většina badatelů se shoduje, že tyto hrobky pocházejí ze stejného období jako jejich jeruzalémské předlohy, nicméně archeolog Dan Magen zastává jiný názor; podle něj rozdíly v kvalitě návrhů a provedení mezi jednotlivými hrobkami naznačují časový odstup, a proto datuje hrobky v západním Samaří a Hebronském pohoří až do konce 1. století nebo počátku 2. století n. l. Magen rovněž tvrdí, že jejich vysekání souvisí s útěkem židovských řemeslníků do těchto oblastí při začátku obléhání Jeruzaléma, nebo snad i o něco dříve, kdy začala stagnace stavební činnosti ve městě a mnoho kamenických dělníků zůstalo bez práce. Archeoložka Rachel Peleg-Barkatová rozlišuje mezi skalními hrobkami západního Samaří a těmi v západním Hebronském pohoří. Tvrdí, že zatímco hrobky v západním Samaří napodobují jeruzalémský styl, hrobky v Hebronském pohoří vykazují jak judejské, tak nabatejské vlivy zároveň a nepokoušejí se o kopírování jeruzalémských průčelních výzdob. Datuje je do období před zničením Chrámu v roce 70 n. l., i když připouští, že výstavba v jeruzalémském stylu mohla pokračovat i po tomto datu. Tento jev naznačuje, že propracované hrobky jeruzalémské elity ovlivnily místní elity ve městech i venkovských oblastech raně římské Judeje.

## Galerie

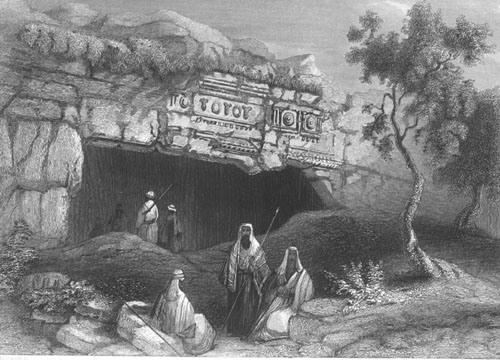
Takzvaná Hrobka Králů v Jeruzalémě, litografie z 19. století
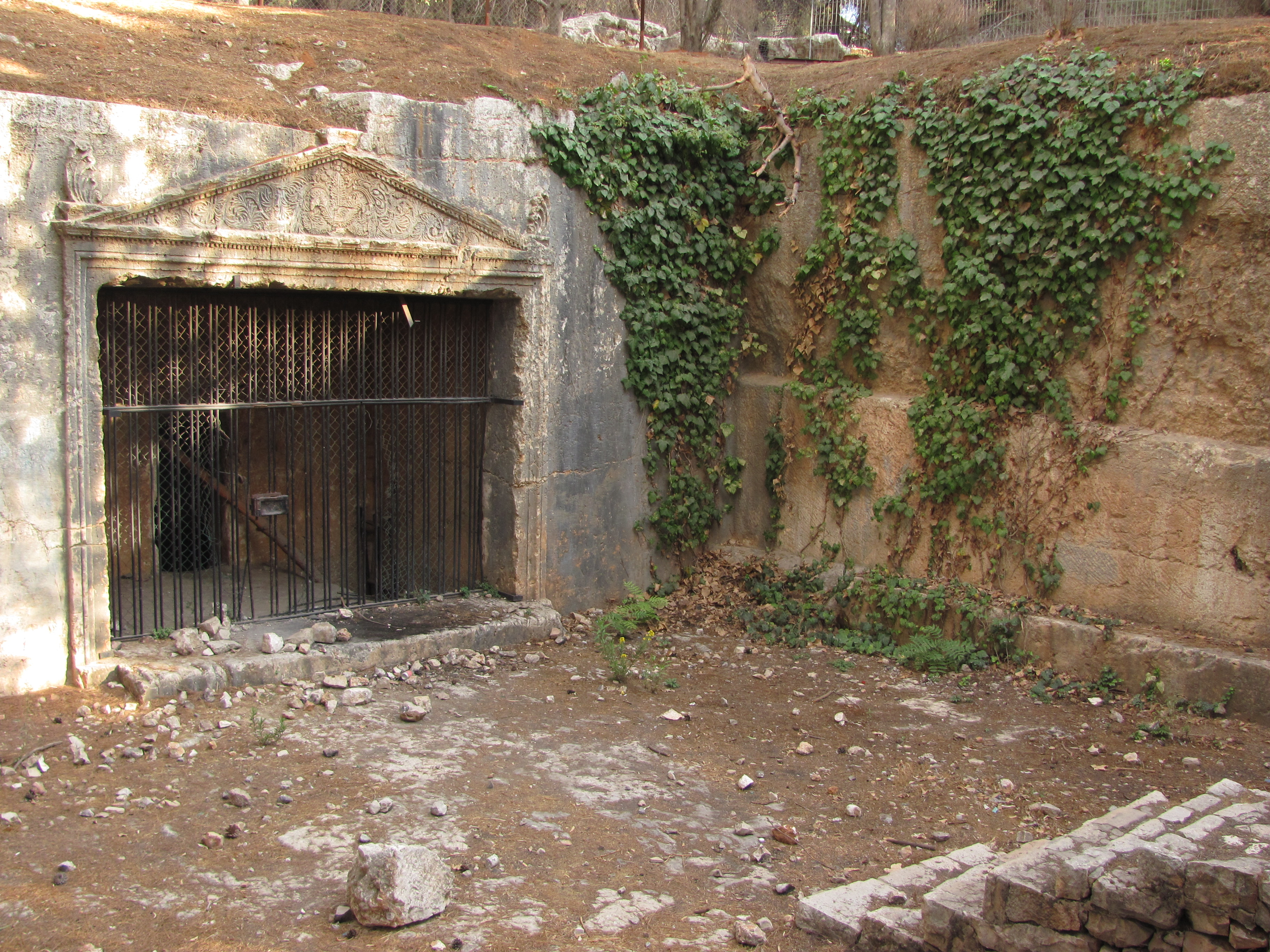
Jedna z takzvaných Hrobek soudců v Sanhedrinu v Jeruzaléme
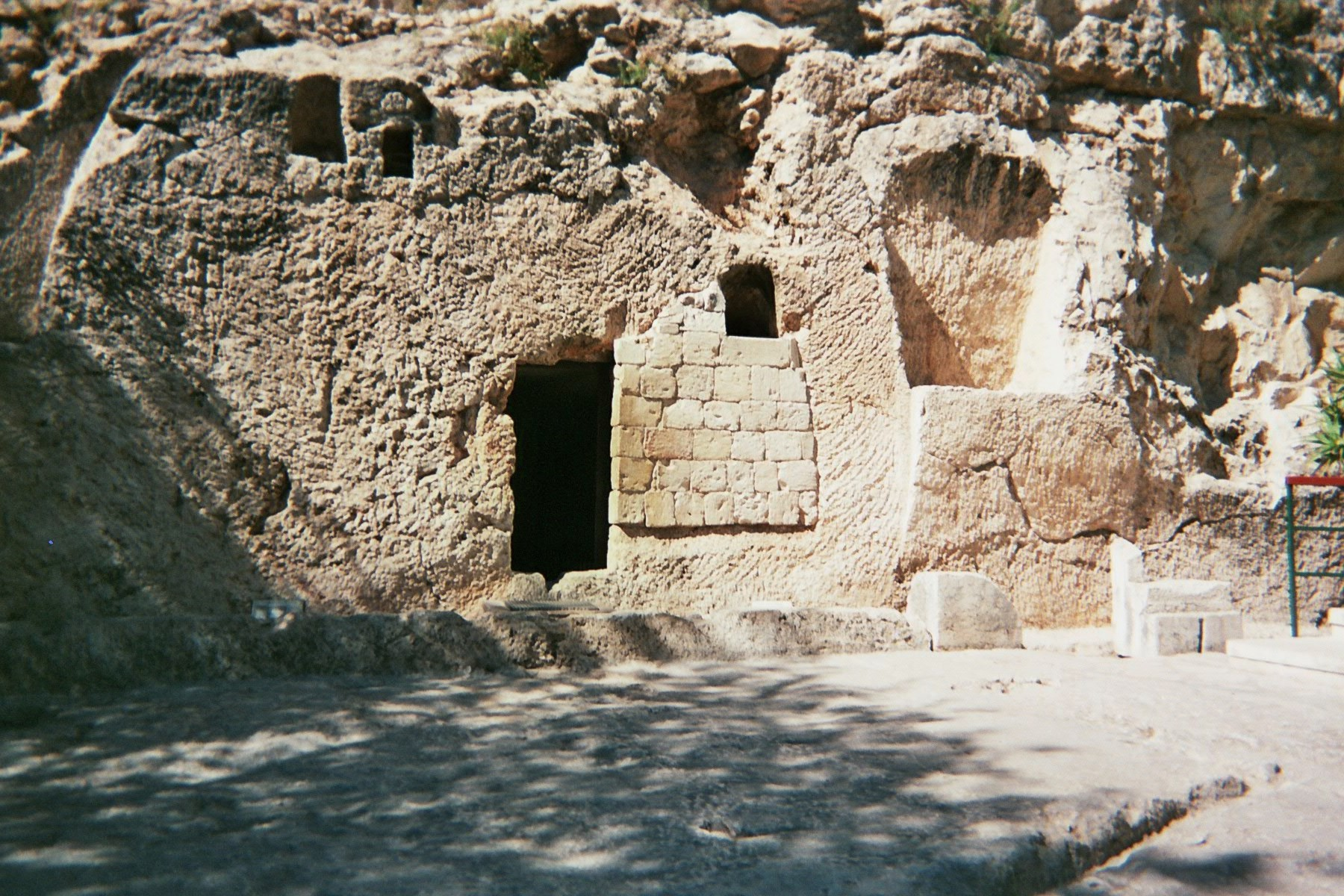
Takzvaná Zahradní hrobka v Jeruzalémě
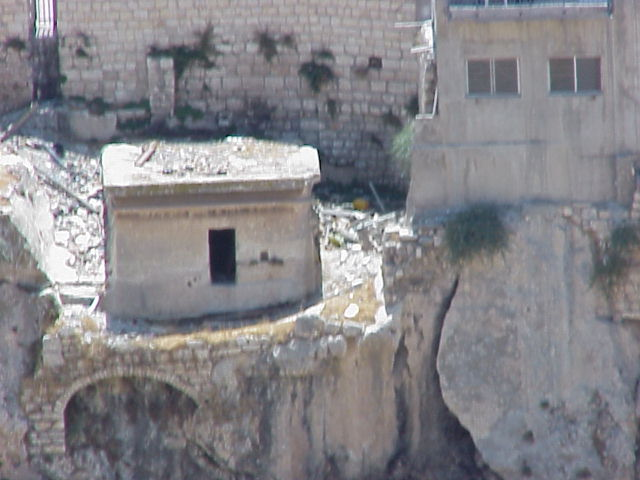
Takzvaný Hrob faraónovy dcery v Kidronu v Jeruzalémě
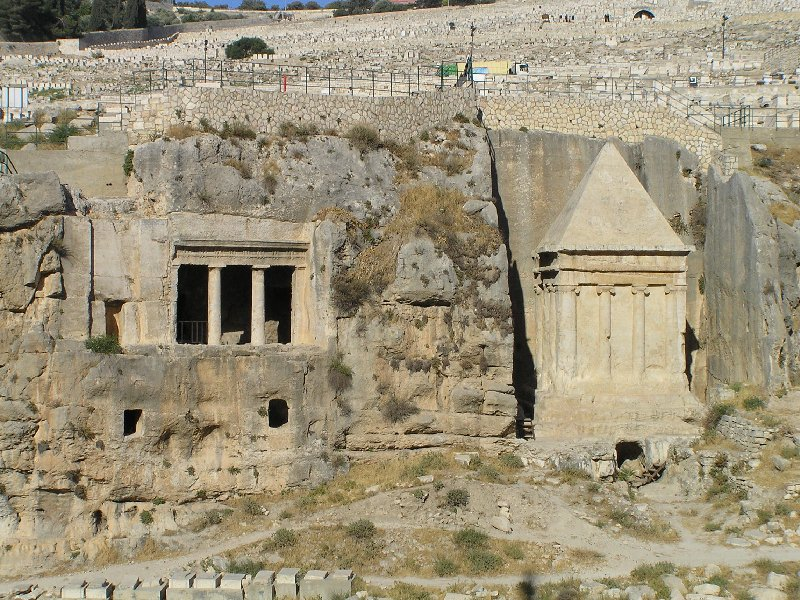
Hrobka Bnej Hezíra (vlevo) a Hrobka proroka Zachariáše (vpravo) v Kidronu v Jeruzalémě